# Angela Cardoso
Angela Cardoso (ur. 9 kwietnia 1979 w Luandzie) – angolska koszykarka, występująca na pozycji skrzydłowej. Złota medalistka podczas mistrzostw Afryki w 2011 oraz brązowa z 2007 roku. Podczas swojej kariery seniorskiej w reprezentacji Angoli wystąpiła na 4 dużych turniejach. Debiutantka na Letnich Igrzyskach Olimpijskich 2012 w Londynie.
Studiowała na uniwersytecie w Luandzie.

## Turnieje
Mistrzostwa Afryki 2005 – 6. miejsce

Mistrzostwa Afryki 2007 – 3. miejsce

Mistrzostwa Afryki 2011 – 1. miejsce

Letnie Igrzyska Olimpijskie 2012 – faza grupowa